# EBSA-Snookereuropameisterschaft 1988
Die EBSA-Snookereuropameisterschaft 1988 war die erste Ausgabe einer europäischen Kontinentalmeisterschaft für Amateure. Sie wurde von der European Billiards and Snooker Association ausgerichtet und fand im Mai 1988 im Circustheater in der niederländischen Stadt Scheveningen statt.
Der in den Niederlanden geborene Engländer Stefan Mazrocis wurde der erste Europameister. Er gewann das Endspiel gegen den aus Malta stammenden Paul Mifsud mit 11:7.
Nach dem ersten Versuch hatte sich die Europameisterschaft allerdings noch nicht durchgesetzt. Es dauerte bis 1993, bis die nächste EM ausgetragen und das Turnier als dauerhafte Einrichtung etabliert wurde.

## Modus
26 Spieler aus 12 Ländern nahmen an der ersten Europameisterschaft teil. Sie wurden in vier Gruppen zu 6 bzw. 7 Spielern aufgeteilt. Im Modus „Jeder gegen Jeden“ wurden in jeder Gruppe zwei Sieger ausgespielt, die ins Viertelfinale einzogen. Gespielt wurden alle Partien der Gruppenrunde auf 5 Gewinnframes.

## Finalrunde
Ab dem Viertelfinale wurde im K.-o.-System der Turniersieger ermittelt. Die Zahl der Gewinnframes stieg von Runde zu Runde. Es war das einzige Mal, dass der Europameister in einem Best-of-21-Finale ermittelt wurde, später waren die Finals Best-of-15 bzw. Best-of-13.
Favorit im Finale war der Malteser Paul Mifsud, der bereits zwei Jahre als Profi gespielt hatte und zweimaliger Amateurweltmeister gewesen war. Allerdings war er mit 41 Jahren am oberen Ende des Teilnehmerfelds, während Stefan Mazrocis mit 21 Jahren zu den jüngsten Spielern der EM zählte. Er hatte im Jahr zuvor bei der ebenfalls erstmals ausgetragenen U21-Weltmeisterschaft auch im Finale gestanden und verloren. Die Jugend setzte sich gegen die Erfahrung am Ende mit 11:7 durch. Allerdings dauerte es noch bis 1991, bis auch Mazrocis an der Profitour teilnehmen konnte.

|  | Viertelfinale Best-of-9 | Viertelfinale Best-of-9 |                 |   | Halbfinale Best-of-15 | Halbfinale Best-of-15 |  |  | Finale Best-of-21 | Finale Best-of-21 |
|  |                         |                         |                 |   |                       |                       |  |  |                   |                   |
|  | Paul Mifsud             | 5                       |                 |   |                       |                       |  |  |                   |                   |
|  | Mario Lannoye           | 2                       |                 |   |                       |                       |  |  |                   |                   |
|  | Mario Lannoye           | 2                       | Paul Mifsud     | 8 |                       |                       |  |  |                   |                   |
|  |                         |                         | Paul Mifsud     | 8 |                       |                       |  |  |                   |                   |
|  |                         | Damien McKiernan        | 5               |   |                       |                       |  |  |                   |                   |
|  | Damien McKiernan        | Damien McKiernan        | 5               | 5 |                       |                       |  |  |                   |                   |
|  | Damien McKiernan        |                         |                 | 5 |                       |                       |  |  |                   |                   |
|  | Mike Colquitt           | 2                       |                 |   |                       |                       |  |  |                   |                   |
|  |                         |                         | Paul Mifsud     | 7 |                       |                       |  |  |                   |                   |
|  |                         | Stefan Mazrocis         | 11              |   |                       |                       |  |  |                   |                   |
|  | Stefan Mazrocis         | 5                       |                 |   |                       |                       |  |  |                   |                   |
|  | Jason Peplow            | 2                       |                 |   |                       |                       |  |  |                   |                   |
|  | Jason Peplow            | 2                       | Stefan Mazrocis | 8 |                       |                       |  |  |                   |                   |
|  |                         |                         | Stefan Mazrocis | 8 |                       |                       |  |  |                   |                   |
|  |                         | Johnny Kemp             | 5               |   |                       |                       |  |  |                   |                   |
|  | Johnny Kemp             | Johnny Kemp             | 5               | 5 |                       |                       |  |  |                   |                   |
|  | Johnny Kemp             |                         |                 | 5 |                       |                       |  |  |                   |                   |
|  | John Griffiths          | 4                       |                 |   |                       |                       |  |  |                   |                   |